# Сітікасюку

37°59′35″ пн. ш. 140°26′30″ сх. д. / 37.99306° пн. ш. 140.44167° сх. д.
Сітікасю́ку (яп. 七ヶ宿町, しちかしゅくまち, МФА: [ɕi̥t͡ɕikaɕu̥ ku mat͡ɕi̥]) — містечко в Японії, в повіті Катта префектури Міяґі. Станом на 1 жовтня 2008 площа містечка становила 263,00 км². Станом на 1 січня 2009 населення містечка становило 1776 осіб.